# Notranjsko-kraška (regija)
Notranjsko - kraška regija je jedna od dvanaest statističkih regija Slovenije. Prema podacima iz 2005. u regiji živi 51.173 stanovnika.
Regija obuhvaća općine:
- Općina Bloke
- Općina Cerknica
- Općina Ilirska Bistrica
- Općina Loška Dolina
- Općina Pivka
- Općina Postojna